# Bompas (Ariège)
Bompas é uma comuna francesa na região administrativa de Occitânia, no departamento de Ariège.